# Cyphostemma darainense
Cyphostemma darainense är en vinväxtart som beskrevs av Wahlert & Phillipson. Cyphostemma darainense ingår i släktet Cyphostemma och familjen vinväxter. Inga underarter finns listade i Catalogue of Life.